# Боровое (Омская область)
Боровое — посёлок в Исилькульском районе Омской области России. Входит в состав Боевого сельского поселения.

## География
Посёлок находится в юго-западной части Омской области, в лесостепной зоне, в пределах Ишимской равнины, на расстоянии примерно 13 километров (по прямой) к юго-востоку от города Исилькуль, административного центра района.

## История
Посёлок образован в 1946 г. как одна из бригад колхоза имени Ворошилова (позже Ворошиловское отделение совхоза Боевой).

## Население
| 2002 | 2010 |
| ---- | ---- |
| 444  | ↗480 |

Гендерный состав
По данным Всероссийской переписи населения 2010 года в гендерной структуре населения мужчины составляли 48,5 %, женщины — соответственно 51,5 %.
Национальный состав
Согласно результатам переписи 2002 года, в национальной структуре населения казахи составляли 75 %.

## Инфраструктура
В посёлке функционируют основная общеобразовательная школа, фельдшерско-акушерский пункт (филиал БУЗОО «Исилькульская центральная районная больница») и сельский клуб.

## Улицы
Уличная сеть посёлка состоит из пяти улиц.
Известные люди
10 ноября 1959 г. в Боровом родился Мещеряков Виталий Витальевич - известный в России учёный в области педиатрии - доктор медицинских наук, профессор, заведующий кафедрой детских болезней Сургутского государственного университета.